# 2019年宮崎県議会議員選挙
2019年宮崎県議会議員選挙（2019ねんみやざきけんぎかいぎいんせんきょ）は、2019年（平成31年）4月7日に投票が行われた宮崎県議会の議員を改選するための一般選挙である。

## 概要
県議会議員の4年の任期満了に伴う選挙であり第19回統一地方選挙の一環として行われた。なお、宮崎県議会議員選挙は1947年（昭和22年）4月に実施された第1回の選挙からいずれも統一地方選挙の日程で実施されている。

## 選挙データ
- 告示日:2019年3月29日
- 投開票日:2019年4月7日
- 改選議席数:39議席
- 選挙区:14選挙区（うち7選挙区で無投票）
- 立候補者:46名（うち15名が無投票当選）

自由民主党:27名
公明党:3名
社会民主党:4名
日本共産党:2名
立憲民主党:1名
国民民主党:1名
無所属:8名

## 選挙結果
自民党は選挙前より1議席増の24議席となった。社民党は4議席を維持し、県政野党第一党の地位を維持した。公明党、共産党、立憲民主党、国民民主党は勢力を維持した。

## 当選者
自民党 
 公明党 
 社民党 
 共産党 
 立憲民主党 
 国民民主党 
 無所属 
| 宮崎市         | 日高陽一   | 脇谷のりこ | 野崎幸士   |
| 宮崎市         | 渡辺創     | 坂本康郎   | 重松幸次郎 |
| 宮崎市         | 岩切達哉   | 横田照夫   | 前屋敷恵美 |
| 宮崎市         | 右松隆央   | 有岡浩一   | 井上紀代子 |
| 都城市         | 来住一人   | 山下博三   | 二見康之   |
| 都城市         | 満行潤一   | 徳重忠夫   | 星原透     |
| 延岡市         | 内田理佐   | 河野哲也   | 太田清海   |
| 延岡市         | 井本英雄   | 田口雄二   |            |
| 日南市         | 髙橋透     | 外山衛     |            |
| 小林市西諸県郡 | 丸山裕次郎 | 窪薗辰也   |            |
| 日向市         | 西村賢     | 日高博之   |            |
| 串間市         | 武田浩一   |            |            |
| 西都市西米良村 | 浜砂守     |            |            |
| えびの市       | 中野一則   |            |            |
| 北諸県郡       | 蓬原正三   |            |            |
| 東諸県郡       | 日高利夫   |            |            |
| 児湯郡         | 図師博規   | 坂口博美   | 山下寿     |
| 東臼杵郡       | 安田厚生   |            |            |
| 西臼杵郡       | 佐藤雅洋   |            |            |

### 補欠当選
| 年     | 月   | 選挙区 | 当選者     | 当選政党   | 欠員       | 欠員政党   | 欠員事由   |
| ------ | ---- | ------ | ---------- | ---------- | ---------- | ---------- | ---------- |
| 2021年 | 11月 | 宮崎市 | 山内佳菜子 | 立憲民主党 | 脇谷のりこ | 自民党     | 衆院選出馬 |
| 2021年 | 11月 | 宮崎市 | 川添博     | 自民党     | 渡辺創     | 立憲民主党 | 衆院選出馬 |